# Alfa Laval

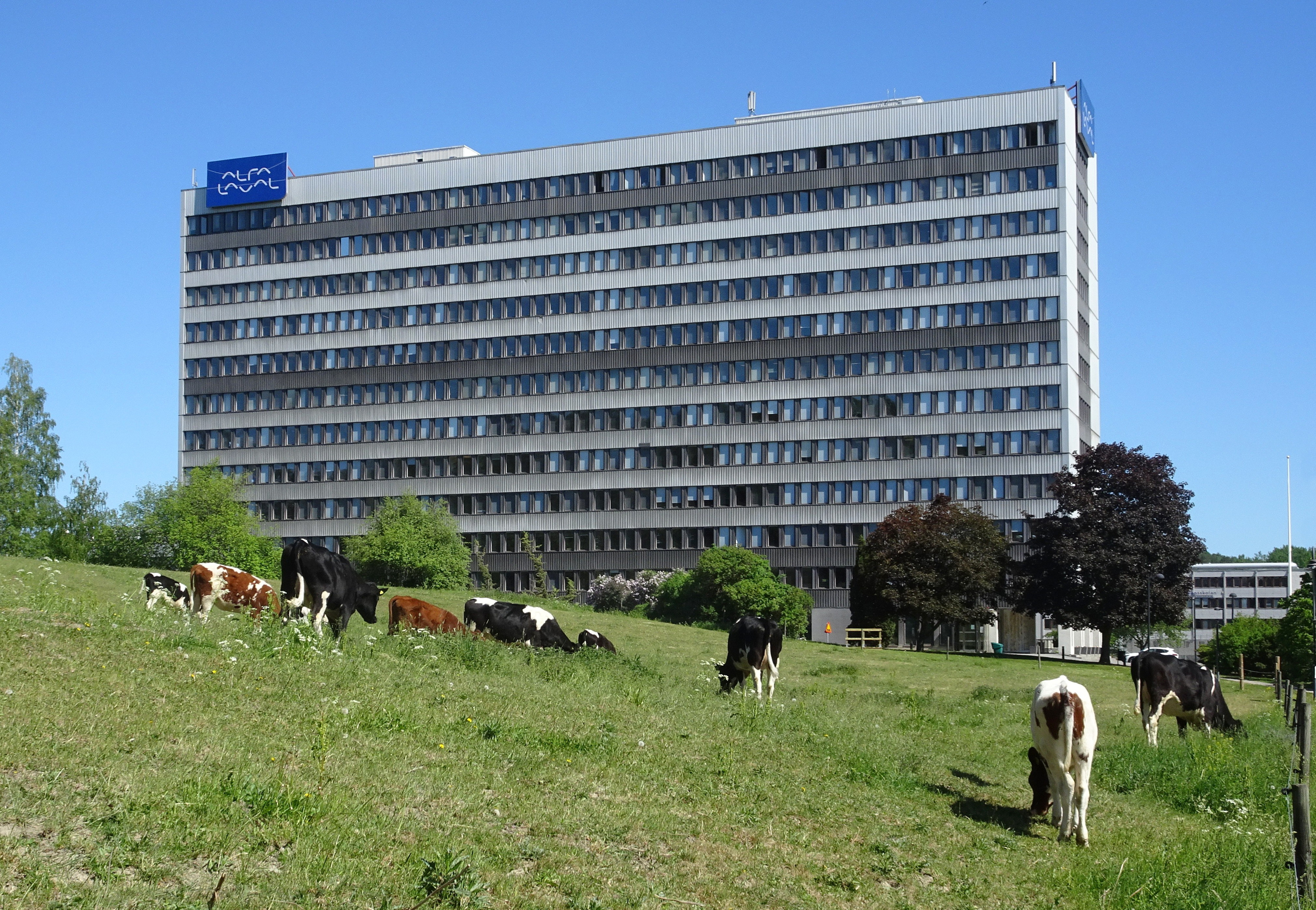
Alfa Laval Engineering-kantoor in Tumba.

Alfa Laval AB is een Zweeds beursgenoteerd bedrijf en leverancier van procesapparatuur. Het bedrijf werd in 1883 opgericht door Gustaf de Laval en Oscar Lamm.

## Activiteiten
Alfa Laval levert apparatuur aan zeer uiteenlopende industrieën, waaronder voedingsmiddelen-, chemische-, scheepvaart-, en olie- en gasindustrie. De technologieën die Alfa Laval levert zijn in drie hoofdtakken in te delen: warmteoverdracht, scheidingstechniek en vloeistofstroombehandeling. Alfa Laval is al jaren marktleider in verschillende types platenwarmtewisselaars.
Alfa Laval heeft fabrieken en Service Centers in meer dan 100 landen. Met een gemiddelde van 19.000 werknemers realiseerde het in 2022 een omzet van 52 miljard Zweedse Kronen en een winst van 4,6 miljard Zweedse Kronen. Azië is de belangrijkste regio, hier werd in 2022 zo'n 40% van de omzet gerealiseerd, op nummer twee staat Europa met een omzetaandeel van 34%.

## Geschiedenis
De drie hoofdtakken warmteoverdracht, scheidingstechniek en vloeistofbehandeling die Alfa Laval tegenwoordig heeft is een logisch voortvloeisel van de geschiedenis van het bedrijf.
1883Gustaf de Laval richt samen met zijn partner Oscar Lamm het bedrijf AB Seperator op en in de Verenigde Staten wordt begonnen met het bedrijf De Laval Cream Separator Co. Met deze bedrijven wil Gustaf de Laval met name de in 1878 door hem uitgevonden melkseparator aan de man brengen.
1888De eerste pompen worden verkocht, die worden gebruikt om de behandelde melk van de separator weg te pompen.
1889Het patent van de Duitse uitvinder Clemens von Bechtolsheim voor een ronde disc wordt gekocht. Met deze Alfa-disc wordt de capaciteit van de separator enorm verhoogd.
1890De eerste continue melk-pasteur wordt geïntroduceerd, waarmee het bedrijf begint met de warmteoverdrachttechnologie.
1910Gustaf de Laval begint met zijn eerste melkmachine.
1938Alfa Laval brengt zijn eerste warmtewisselaar op de markt. Pontus Hytte, de zoon van de beroemde Zweedse schilder Carl Larsson brengt de ontwikkeling en fabrikage van de warmtewisselaars naar Lund, (Zweden).
1963Het bedrijf verandert zijn naam van AB Seperator naar Alfa Laval AB. De naam Alfa komt van de alpha discs en de naam Laval van de oprichter van het bedrijf
1971Alfa Laval koopt een meerderheidsaandeel in het Deense Bedrijf Lavrids Knudsens Maskinfabrik (LKM), waarmee Alfa Laval de vloeistofbehandeling business instapt.
1991Tetra Pak, een bedrijf dat wereldwijd grote voedingsmiddeleninstallaties levert, koopt Alfa Laval. Tetra Pak is in handen van de familie Rausing.
1993Alfa Laval wordt een onafhankelijke groep binnen de Tetra Laval Groep. Vloeibare voedingsmiddelentechnologieën worden geïntegreerd in de Tetra Pak business. Producten voor het boerenbedrijf vormen een nieuwe industriële groep: Alfa Laval Agri.
2000De Alfa Laval Groep wordt gekocht door het investeringsbedrijf Industri Kapital. Hun intentie is het verder ontwikkelen van de markleiderspositie van Alfa Laval in warmteoverdracht, scheidingstechniek en vloeistofbehandeling.
2002Alfa Laval wordt naar de Stockholm Stock Exchange gebracht. Belangrijkste strategie is winstgevende groei, waarvoor ook direct twee Deense bedrijven worden gekocht: Danish Separation Systems A/S (DSS) een specialist in membraanfiltratie voor de farmaceutische en voedingsmiddelenindustrie, en de Toftejorg Groep een marktleider in reinigingssystemen voor tanks.
2011Alfa Laval rond overname Aalborg Industries af. De overnamesom was SEK 5 miljard. Aalborg Industries telde zo'n 2600 werknemers en behaalde een omzet van ruim SEK 3 miljard in 2010.
2014Alfa Laval neemt het Noorse bedrijf Frank Mohn AS over voor 13 miljard Noorse kronen. De verkoper is Wimoh AS. Frank Mohn is een fabrikant van pompsystemen voor de scheepvaart- en offshore olie- en gasindustrie. In 2013 behaalde het een omzet van NOK 3,4 miljard en er werkten op het moment van de overname 1200 mensen bij Frans Mohn.
2021De overname van StormGeo, actief op het gebied van software voor weersomstandigheden voor zo'n 2200 klanten, wordt afgerond. Hiermee verbreedt Alfa Laval haar diensten aan de maritieme sector die met de software van StormGeo - onder andere - brandstof kunnen besparen door de route te verleggen naar gebieden met gunstiger vaaromstandigheden. Voor deze overname heeft Alfa Laval SEK 3,7 miljard betaald. Bij StormGeo werkten iets meer dan 500 mensen verdeeld over 15 landen. Het behaalde een jaaromzet van SEK 0,7 miljard en is onderdeel geworden van Alfa Laval Marine Division.
2022In augustus werd de overname afgerond van het Belgische bedrijf Desmet, een specialist in de verwerking van eetbare olie en biobrandstoffen. De operationele eenheden en merken van Rosedowns en Stolz zijn in de koop meegegaan. Verkoper was de Desmet Ballestra Group. Desmet is in 1946 opgericht en realiseerde in 2021 een omzet van ongeveer 300 miljoen euro.